# Верман, Иоганн Кристоф
Верман, Иоганн Кристоф (нем. Johann Christoph Wöhrmann, лат. Johans Kristofs Vērmans, 6 июля 1784, Рига, Лифляндская губерния Российской империи — 21 августа 1843, Франценсбад, Австро-Венгрия) — балтийско-немецкий промышленник, банкир и меценат, генеральный консул Пруссии в Лифляндии и Курляндии.

## Биография
Иоганн Кристоф Верман происходил из семьи Верман, родом из Любека, оптовых торговцев шёлком. Его предок Генрих Верман (скончался в 1785 г.) смог в 1776 г. приобрести придел в любекской церкви Мариенкирхе для своей семьи, где до сих пор сохранилась мемориальная доска в память о семейной капелле, называемой Верманской. Отец Иоганна Кристофа Вермана, Кристиан Генрих (I) Верман (1737—1813), приехал в Ригу около 1763 года. Первоначально он был членом Братства Черноголовых, объединявшего купцов колониальной торговли, став их старейшиной в 1772 году. Он также вошёл в рижскую Большую гильдию.
Он последовательно был партнером торговых компаний «Vethaacke, Krupp & Co», «Krupp & Wöhrmann» и «Wöhrmann & Detenhoff», пока не основал свою собственную компанию «Верман» в 1770-х годах. Его женой была Анна Гертруда, урожденная Эбель (1750—1827).
Младший сын четы Верман Иоганн Кристоф родился в 1784 году в Риге, но детские годы провёл в Любеке у родственников отца. Учился в известной школе Катаринеум, затем в коммерческой школе в Магдебурге. В 21 год (1805) юноша становится партнёром отца и переименовывает семейную фирму в «Верман и Сын (Wöhrmann & Sohn)». Под этой маркой она успешно действовала на протяжении всего XIX века. В 1807 году он женился на Цецилии Вильгельмине Кульман, представительнице высшего общества Любека, последовавшей за ним в Ригу. У пары было 12 детей.
Иоганн Кристоф Верман расширил компанию своего отца. Помимо торговли, особенно с Францией, Бельгией и Нидерландами, он занялся банковским делом и промышленным производством.
После смерти отца и братьев в 1813 году Иоганн Кристоф становится единоличным владельцем семейного дела и переключается на промышленную деятельность. В 1816 году он стал одним из учредителей биржевого комитета в Риге. Затем он приобретает небольшую суконную фабрику в Польше.
Успешного предпринимателя заметил король Пруссии: с 1824 года Верман представлял её в Риге в качестве генерального консула в Лифляндской и Курляндской губерниях.
После восстания 1830/31 года суконную фабрику пришлось перенести в усадьбу Цинтенхоф в предместье Пернау после того, как фабрика-предшественница в Польше была сожжена во время беспорядков. Для работы фабрики использовалась энергия воды, для чего на реке Пярну была устроена плотина. При фабрике, открытой в 1834 году в его имении, было создано поселение для рабочих, которых было задействовано около 1000. Работали больница и три школы, рабочим дозволялось устраивать на земле фабрики огороды, была устроена касса взаимопомощи. По приказу Вермана возвели и небольшую церковь, на его же деньги наняли священника. При фабрике были открыты чугунолитейный, газовый, мыловаренный заводы, общий объём выпускаемой ими продукции превышал 1 миллион рублей.
В 1832 году И. К. Верман вместе с английской компанией «Hunt and Hill», основавшей первую в Риге лесопилку, модернизировал её и оснастил паровой машиной. В 1842 году предприятие полностью перешло в собственность Вермана и стало называться Wöhrmanns Dampf-Sägemühle. В то время на производстве работало 60 человек, а годовой оборот составлял 150 000 рублей. Продукция продавалась в Англии, Нидерландах и Франции, а в Риге две трети используемых в строительстве досок покупались на лесопилке Вермана. В 1852 году лесопилка снова была модернизирована.
Построенная Верманом в 1833 году в усадьбе Мюленгоф, на берегу протоки Красная Двина литейная фабрика (Eisengießerei) открыла выпуск паровых котлов и паровых машин, устанавливавшихся позднее на строившихся в Риге пароходах.
В 1833 году Иоганн основал в Верманском саду заведение искусственных минеральных вод, которое пользовалось большой популярностью. На его деньги было возведено первое здание Павильона минеральных вод, и почти половина акций этого предприятия находилась в руках семьи.
И. К. Верман не отличался крепким здоровьем и регулярно выезжал поправлять его на воды в Карлсбад. Летом 1843 года после курса ванн он направился в гости к другу в городок Франценсбад, но по дороге простудился и умер от внезапно возникших осложнений. Гроб с его телом перевезли в Ригу и похоронили в семейной усыпальнице на Большом кладбище, вместе с родителями. В знак траура в день его похорон Рижская биржа торгов не вела.
После смерти И. К. Вермана владение перешло к его сыну Кристиану Генриху IV Верману (1814—1874).
В 1861 году четырёхкилометровую дорогу до предприятий Вермана, проложенную ещё в 1819 году через жилую застройку Александровских высот, включили в список рижских улиц под именем Паролесопильной (Dampfsägemühlen). Позднее она была разделена на 2 участка: улица Дунтес и улица Твайка (Паровая).

## Благотворительность
Начиная с 1814 года овдовевшая мать Иоганна Кристофа Анна Верман неоднократно жертвовала землю и деньги на строительство общественного парка в стиле английского сада в Риге, который тогда назывался Wöhrmannscher Garten. Иоганн Кристоф Верманн продолжил эту традицию, поставив здесь памятник своей матери в 1829 году и значительно расширив парк. На обелиске было начертано: «Основательнице этого общественного сада, госпоже старейшине Верман урождённой Эбель. От тех, кто смог оценить это начинание. 1829 год».
В апреле 1827 года Верман принимал в Риге известного учёного Александра фон Гумбольдта, который в дневниках вспоминал угощения: «Клубника, малина и виноград, и это в такую холодную погоду!». Предполагается, это были плоды теплиц усадьбы Анны Верман.
Семья Верман впоследствии неоднократно делала пожертвования на церковные нужды, например, на строительство церкви в Кемери («Рижск. Епарх. Вед.», 1892). Она продолжила благотворительную деятельность своих предков в Риге. Им принадлежал дом на углу улиц Александровской и Елизаветинской, где проводились многочисленные общественные мероприятия. В 1930-х годах в этом здании рижская общественность чествовала приехавшего в Ригу Нобелевского лауреата писателя И. Бунина.

## Награды
- 1832: орден Святого Владимира 4-й степени.
- 1835: орден Прусского Красного Орла 4-й степени
- 1842: орден Святого Станислава 2-й степени.

## Дворянское достоинство
Сыновья Иоганна Кристофа Вермана Кристиан Генрих и Иоганн Кристоф младший стали потомственными дворянами: старший в 1849 году, а младший в 1859-м.
За вклад в развитие промышленности в крае и благотворительность потомственный почётный гражданин, купец 1-й гильдии, русский подданный Иоганн Кристоф младший грамотой Эрнста II, герцога Саксен-Кобург-Готского от 27 июня / 9 июля 1859 года, возведён, с нисходящим его потомством, в баронское достоинство герцогства Саксен-Кобургского-Готского. Несколько раньше И. К. Верман женился на единственной дочери известного русского генерала Павла Яковлевича Куприянова Варваре, который в 1855 году ходатайствовал для своего зятя о пожаловании в русское дворянство. Высочайшим императорским указом от 21 августа 1860 года Александр II возвёл И. Вермана в баронский титул Российской империи и права потомственного дворянства в России.

## Семья
Супруга — Цецилия Вильгельмина Кульман (1788 г., Любек — 1840 г., Рига).

### Дети
- Кристиан-Генрих (IV) Вернер (1814—1874). Он сменил отца в компании и в консульстве. В 1849 году потомственный почётный гражданин, купец 1-й гильдии Кристиан-Генрих Вернер Верман получил потомственное дворянство Российской империи.
- Эмилия (род. 1822). В 1844 году она вышла замуж за Конрада Рюккера (род. 1817), купца и старейшины Большой гильдии в Риге, главы прихода Церкви Петра в Риге, консула Гамбурга, Любека и Ганновера в Риге, племянника купца Габриэля Леонарда фон Берггольца[6].
- Доротея Вильгемина Виргиния (род. 1825). В 1845 году она вышла замуж за своего саксонского кузена Кристиана Генриха фон Вермана.
- Ольга (1830—1890). Вышла замуж за саксонского лейтенанта и камергера Александра Каспара графа фон Рекса.
- Иоганн Кристоф (Иван, род. 1826). Он приобрел имение Столбен в 1865 году, стал родоначальником линии баронов Верман-Столбен.